# Jaime Ray Newman
Jaime Ray Newman (Farmington Hills, 2 aprile 1978) è un'attrice statunitense.

## Biografia
Newman nasce a Farmington Hills, contea di Oakland, Michigan. Inizia a recitare all'età di 11 anni nel debutto di A Rosen by Any Other Name di Israel Horovitz. Lavora intorno alla città di Detroit, recitando in molti dei teatri regionali. All'età di 16 anni, mentre frequenta la Cranbrook Kingswood High School, Newman fonda la "Apollo Theatre Productions". Affitta un teatro, ingaggia un direttore locale conosciuto, attori professionisti ed una intera équipe per realizzare il loro primo show. L'anno successivo produce altri due show.
Newman frequenta poi l'Interlochen Center for the Arts dove vince il "Corson Award for Outstanding Achievement in Acting". Durante il liceo, guadagna il primo posto nella Michigan Interscholastic Forensic Association, una competizione di recitazione estesa a tutto lo stato, per tre anni di seguito. Frequenta il conservatorio della Boston University per due anni prima di trasferirsi alla Northwestern University, dove studia Inglese e Recitazione. A Northwestern, Newman fonda la "Ignition Festival for Women in the Arts". Grazie a ciò, produce e recita in How I Learned To Drive di Paula Vogel, che vince il premio Pulitzer. Mentre vive a Chicago, canta in un quartetto jazz insieme alla band funk Sweet Sweet Candy.
Newman si trasferisce ufficialmente a Los Angeles nel settembre del 2000. Si guadagna da vivere con il quartetto jazz e rivestendo dei ruoli in alcuni film e un'apparizione in The Drew Carey Show. Presto ottiene il ruolo di Kristina Carter Cassadine nella soap opera General Hospital. Mentre vi lavora, continua con la sua carriera musicale, riunendo la band School Boy Crush. Ottiene anche una parte in Prova a prendermi di Steven Spielberg, dove recita assieme a Leonardo DiCaprio. Nel gennaio del 2003 Newman recita assieme a David Schwimmer, Jonathan Silverman e Tom Everett Scott nello spettacolo Turnaround, una satira di Roger Kumble.
Nell'ottobre del 2006, Newman inizia ad avere un ruolo ricorrente nello show Veronica Mars. Appare in Stargate Atlantis nel ruolo di Laura Cadman. Insieme al collega Michael Shanks appare anche nel film natalizio del 2006 Under the Mistletoe. Altri ruoli includono quelli in E-Ring, Heroes, Supernatural, Related, CSI - Scena del crimine, Medium, Nip/Tuck, NCIS - Unità anticrimine e Eureka. Nel 2009 è Kat Gardener, una madre dotata di poteri magici, nella serie Eastwick. A gennaio 2011, Newman interpreta Cynthia nel revival di The New York Idea realizzato da David Auburn al Lucille Lortel Theatre di New York. Nel 2019, ha vinto il Premio Oscar al miglior cortometraggio assieme a suo marito, Guy Nattiv, per Skin.

## Filmografia

### Attrice

#### Cinema
- Full Blast, regia di Eric Mintz (2000)
- The Violent Kind, regia di Scott Morgan (2002)
- Star Quality, regia di Shawn Harris - cortometraggio (2002)
- Prova a prendermi (Catch Me If You Can), regia di Steven Spielberg (2002)
- Lonesome Matador, regia di Anthony LaMolinara - cortometraggio (2005)
- Living 'til the End, regia di Amanda Goodwin (2005)
- Vizi di famiglia (Rumor Has It), regia di Rob Reiner (2005)
- Raw Footage, regia di J. Rupert Thompson - cortometraggio (2007)
- LA Blues, regia di Ian Gurvitz (2007)
- Live! - Ascolti record al primo colpo (Live!), regia di Bill Guttentag (2007)
- Sex & Breakfast, regia di Miles Brandman (2007)
- Un amore di testimone (Made of Honor), regia di Paul Weiland (2008)
- A Line in the Sand, regia di Jeffrey Chernov (2008)
- Logorama, regia di François Alaux, Hervé de Crécy e Ludovic Houplain - cortometraggio (2009) - voce
- Rubberneck, regia di Alex Karpovsky (2012)
- The Red Robin, regia di Michael Z. Wechsler (2012)
- The Gauntlet, regia di Matt Eskandari (2013)
- Skin, regia di Guy Nattiv (2018)
- Valley of the Gods, regia di Lech Majewski (2019)
- Golda, regia di Guy Nattiv (2023)
- Tatami - Una donna in lotta per la libertà (Tatami) (2023)
- Exhibiting Forgiveness, regia di Titus Kaphar (2024)

#### Televisione
- The Drew Carey Show – serie TV, episodio 6x12 (2001)
- General Hospital – serial TV, 68 puntate (2002-2003)
- Happy Family – serie TV, episodio 1x07 (2003)
- CSI - Scena del crimine (CSI: Crime Scene Investigation) – serie TV, episodi 4x08-9x20 (2003-2009)
- Wedding Daze, regia di Georg Stanford Brown – film TV (2004)
- McBride – serie TV, episodio 1x02 (2005)
- Supernatural – serie TV, episodio 1x04 (2005)
- Stargate Atlantis – serie TV, episodi 2x04-2x13 (2005)
- Veronica Mars – serie TV, 8 episodi (2006-2007)
- E-Ring – serie TV, 4 episodi (2006)
- Crossing Jordan – serie TV, episodio 5x12 (2006)
- Bones – serie TV, episodio 1x11 (2006)
- Related – serie TV, episodi 1x11-1x12 (2006)
- Medium – serie TV, episodio 2x14 (2006)
- Hollis & Rae, regia di Callie Khouri – episodio pilota scartato (2006)
- Appuntamento sotto il vischio (Under the Mistletoe), regia di George Mendeluk – film TV (2006)
- Criminal Minds – serie TV, episodio 2x14 (2007)
- Heroes – serie TV, episodio 2x10 (2007)
- Marlowe, regia di Rob Bowman – episodio pilota scartato (2007)
- I'm Paige Wilson, regia di Rod Lurie - episodio pilota scartato (2007)
- Lincoln Heights - Ritorno a casa (Lincoln Heights) – serie TV, 4 episodi (2008)
- Leverage - Consulenze illegali (Leverage) – serie TV, episodio 1x03 (2008)
- Nip/Tuck – serie TV, episodi 5x15-5x16 (2009)
- Il dottor Dolittle 5 (Dr. Dolittle: Million Dollar Mutts), regia di Alex Zamm – film TV (2009)
- Mental – serie TV, episodi 1x07-1x08-1x09 (2009)
- Eastwick – serie TV, 13 episodi (2009-2010)
- Eureka – serie TV, 12 episodi (2009-2010)
- Life Unexpected – serie TV, episodi 2x06-2x13 (2010-2011)
- Drop Dead Diva – serie TV, 10 episodi (2010-2013)
- Royal Pains – serie TV, episodio 2x16 (2011)
- CSI: NY – serie TV, episodi 8x01-8x18 (2011-2012)
- NCIS - Unità anticrimine (NCIS) – serie TV, episodi 9x08-9x09 (2011)
- Grimm – serie TV, episodi 1x06-2x06 (2011-2012)
- Castle – serie TV, episodio 4x11 (2012)
- Red Widow – serie TV, 8 episodi (2013)
- Mind Games – serie TV, 13 episodi (2014)
- Franklin & Bash – serie TV, episodio 4x09 (2014)
- Bosch – serie TV, episodi 1x02-1x03 (2015)
- Satisfaction – serie TV, episodi 2x02-2x10 (2015)
- Wicked City – serie TV, 8 episodi (2015)
- Bates Motel – serie TV, 7 episodi (2016)
- Major Crimes – serie TV, episodi 5x11-5x12-5x13 (2016)
- The Punisher – serie TV, 9 episodi (2017)
- The Magicians – serie TV, 6 episodi (2018)
- Imposters – serie TV, 3 episodi (2018)
- Midnight, Texas – serie TV, 9 episodi (2018)
- Tanti piccoli fuochi (Little Fires Everywhere) – miniserie TV, 3 puntate (2020)
- Deputy – serie TV, 4 episodi (2020)
- Dopesick - Dichiarazione di dipendenza (Dopesick) – miniserie TV, 5 puntate (2021)
- Un amore senza tempo - The Time Traveler's Wife (The Time Traveler's Wife) – serie TV, 4 episodi (2022)
- The Rookie – serie TV, episodio 6x04 (2024)

### Doppiatrice
- Tarzan, regia di Reinhard Klooss (2013)

### Produttrice
- Skin, regia di Guy Nattiv (2018)
- Tatami - Una donna in lotta per la libertà (Tatami) (2023)

## Doppiatrici italiane
Nelle versioni in italiano delle opere in cui ha recitato, Jaime Ray Newman è stata doppiata da:
- Ilaria Latini in Eastwick, Red Widow, Major Crimes, Bosch, The Punisher, The Magicians, Little Fires Everywhere
- Sabrina Duranti in Veronica Mars (ep. 3x05-3x06), Eureka, Life Unexpected, Castle
- Claudia Catani in Veronica Mars (ep. 3x09-3x10, 3x12-13), Drop Dead Diva
- Francesca Manicone in NCIS - Unità anticrimine, Imposters
- Irene Di Valmo in Appuntamento sotto il vischio
- Stella Musy in Supernatural
- Roberta Greganti in E-Ring
- Emanuela Baroni in Criminal Minds
- Alessandra Korompay in CSI - Scena del crimine
- Giò Giò Rapattoni Leverage - Consulenze illegali
- Patrizia Mottola in Nip/Tuck
- Cinzia Massironi in Il dottor Dolittle 5
- Stella Gasparri in CSI: NY
- Laura Latini in Mental
- Valentina Mari in Bates Motel
- Jolanda Granato in Midnight, Texas
- Claudia Natale in Dopesick - Dichiarazione di dipendenza
- Raffaella Castelli in Un amore senza tempo - The Time Traveler's Wife
- Stefania Giuliani in The Rookie

Da doppiatrice è stata sostituita da:
- Chiara Colizzi in Tarzan

## Riconoscimenti
- Premio Oscar
  - 2019 - Miglior cortometraggio per Skin[7]